# Бикове
Би́кове — село в Україні, у Божедарівській селищній громаді Кам'янського району Дніпропетровської області.
Населення — 371 мешканець.

## Географія
Село Бикове розташоване біля витоків річки Саксагань, нижче за течією примикає село Водяне. На відстані 1,5 км розташоване місто Вільногірськ. Річка в цьому місці пересихає, на ній зроблено кілька загат. Поруч проходять автомобільна дорога Т 0415 і залізниця, станція Вільногірськ за 3,5 км.

## Населення

### Мова
Розподіл населення за рідною мовою за даними перепису 2001 року:
| Мова            | Відсоток |
| --------------- | -------- |
| українська      | 89,2 %   |
| російська       | 7,8 %    |
| білоруська      | 1,6 %    |
| молдовська      | 1,1 %    |
| інші/не вказали | 0,3 %    |

## Економіка
- «Славутич», агрофірма.

## Об'єкти соціальної сфери
- Школа I-II ст.